# José María Rius Galindo
José María Rius Galindo (Calasparra, Murcia; 9 de mayo de 1941-Madrid; 8 de abril de 2020) fue un poeta, pintor y abogado español.

## Biografía
José María Rius Galindo nació en Calasparra, Murcia, en 1941, en una familia de músicos por la rama murciana materna y pintores y escritores por la conquense paterna. Cursó sus estudios en Madrid y tras licenciarse en Derecho ingresa en el Cuerpo Jurídico del Ayuntamiento de Madrid.
Paralelamente a su carrera jurídica desarrolló una como poeta. A los 23 años obtiene su primer premio con «Paz, paz, paz» un ensayo lírico sobre Rabindranath Tagore otorgado por la embajada de la India y publicado en aquel país. Posteriormente centraría su actividad literaria en la poesía con otros libros: «Geometría de una sed» que publica la C.L.A de Bilbao, tras haber sido seleccionado en el premio Juan de Basterra, «Sermón desde mi locura», premio Aldebarán ex aequo en Sevilla, «Coros y nanas de amor y de hierro», Finalista Seleccionado en el Premio Barro de Sevilla y Mención en el Premio Francisco de Quevedo de Madrid.
Tras nuevas publicaciones, en 1981 obtuvo reconocimiento internacional con el primer premio del Concurso Mairena de Puerto Rico para poetas de habla hispana con «Evangelio de la muerte y resurrección de un poeta», una elegía a su padre. En 1984, en el Congreso Mundial de Poesía celebrado en Madrid, representó como embajador a Hispanoamérica. Desde entonces se sucedieron reconocimientos, conferencias, recitales y libros. Además de poesía, escribió ensayo, teatro y narrativa.
Su obra fue elogiada y prologada por reconocidas figuras literarias españolas: Luis Mateo Diez miembro de la Real Academia de la Lengua española (libro: "Selección Poética"), Acacia Uceta miembro numerario de la Real Academia Conquense de Artes y Letras (libro: "Elegía a mi madre y al Mediterráneo"), Manuel Longares, redactor jefe de los suplementos literarios de El Mundo y de El Sol. (libro: "La palabra liberada"), Salvador García Jiménez,  Académico numerario de la Real Academia Alfonso X El Sabio. (libro: "Calasparra, Cantares de Espigas y Esperanzas"), etc.
Ha sido incluido en varias antologías de poetas españoles: “Rutas Literarias de la Región de Murcia” (1992).  “El Gran libro de las Nanas”. (2009)  Selección de Carme Riera Guilera (miembro de la Real Academia Española) en el que José María Rius Galindo figura junto a poetas de la talla de Rafael Alberti, Miguel Hernández, Federico García Lorca, etc. “El Pequeño Libro de las Nanas. Las más bellas canciones de cuna en Lengua española desde sus orígenes hasta nuestros días”. (2009). Por su trayectoria artística, ha sido en incluido en varias selecciones de personalidades murcianas relevantes en distintos campos de actividad.
Fue Jurado en significativos Certámenes de Poesía, como el de Gerardo Diego en 1991  junto a relevantes poetas como José Hierro. Su obra poética ha formado parte de programaciones culturales universitarias y se encuentra seleccionada en publicaciones y Bibliotecas Nacionales de países de habla hispana y no hispana.
Paralelamente a la citada faceta literaria también cultivó la de la pintura, y especialmente la acuarela. Realizó numerosas exposiciones tanto individuales como colectivas y obtuvo reconocimiento en reseñables concursos. (ej. primer premio pintura ICAM. Madrid. 1995). Gran parte de la obra pictórica original de José María Rius figura en colecciones públicas y privadas de Europa y América.

## Distinciones
- Premio Ensayo Lírico "Rabindranath Tagore". Embajada de la India, Madrid (1965)
- Finalista Premio "Aldebarán" (Sevilla), con el libro "Sermón desde mi locura". (1974)
- Finalista del Premio "Juan de Basterra", Bilbao, por el libro "Geometría de una sed". (1975)
- Mención Premio "Francisco de Quevedo" con el libro "Coros y nanas de amor y de hierro". (1980)
- Finalista seleccionado en el Premio "Barro de Sevilla" con el libro "Coros y nanas de amor y de hierro". (1980)
- 1.er Premio en el Concurso Internacional de libros de poemas en español para poetas de habla hispana, "Mairena". Puerto Rico. (1981).[4]
- Mención de Honor Especial en el IV Concurso Internacional de Poesía "Rodrigo Caro". Madrid. Con el libro "Madrid Milagro" (1997)

- 1er Premio. Modalidad Acuarela del IV Certamen de Pintura del Colegio de abogados de Madrid. Cuadro: "Madrid Milagro"(1995)
- Accésit. Premio de pintura. ICAM. (1996)

## Obra literaria
Poesía
- Sermón desde mi locura (1974). Ed Aldebaran. Depósito legal SE-150-1974.
- Geometría de una sed (1975). Ed CLA. ISBN: 84-228-0073-x.
- Coros y nanas de amor y de hierro (1980). Ed Barro. Depósito legal SE-181-1980.
- Acta de soledades insonoras (1981). Ed Nuevo Sendero. ISBN: 84-85443-24-1
- Evangelio de la muerte y resurrección de un Poeta (1982). Ed Mairena. Copyright 1982. Rio Piedras, Puerto Rico- 00926.
- Selección poética. Las Cuatro Estaciones de un Poeta. Viacrucis. (1990). Editora Regional de Murcia. ISBN: 84-7564-111-3[6]
- La palabra liberada (1993). Ed Alfacar. Dep. Legal  J-415-1993
- Non Serviam. No serviré. (1993). Ed La Peñuela. Dep. Legal J-416-1993
- Madrid Milagro (1997). Ed. La Librería. ISBN: 84-89411-06-9
- Elegía a mi madre y al Mediterráneo (2002). Ed Alfacar.
- Calasparra cantares de espigas y esperanzas (2003). Ed. Ilmo. Ayto. de Calasparra. ISBN: 84-606-3415-9
- Byron (2004). Ed. Vision Net. ISBN: 84-9770-611-0
- Mitología de mi solo amor (2004). Ed. Vision Net. ISBN: 84-9770-667-6
- Canto salmo general a la evolución del hombre (2007). Ed Vision Libros. ISBN: 978-84-9821-975-3
- Romance de Berilo y Noctiluca. Las Pateras, Réquiem al Homo sapiens (2009). Ed Vision Libros. ISBN: 978-84-9886-772-5
- La pajarita de papel y el ruiseñor (2011). Ed Vision Libros. ISBN: 978-84-9011-113-0

Teatro
- Filonando (lectura dramatizada, Utopía Teatro Abierto, en La Casa de Guadalajara de Madrid, (2002)[18]
- Sertorio (lectura dramatizada en La Casa de Cantabria de Madrid) (2009)

## Antologías
Su obra ha sido referenciada en las siguientes antologías:
- Antología de Poetas Barro de Sevilla.
- I Índice de Poetas de Lengua española. Primera Edición, Madrid 1988. Asociación Prometeo de Poesía.[19]
- Rutas Literarias de la Región de Murcia. ISBN 84-606-1069-1. Ed V Centenario. Comisión de Murcia. Pag 75, 76 y 77. (1992)[7]
- Enciclopedia de la Región de Murcia.
- Antología de Poetas Taranconeros. Ed. Exmo. Ayuntamiento de Tarancón. ISBN 84-606-2800-0 (1997)
- Inventario relacional de la poesía en español 1951-2000. Ed Altorrey. Juan Ruiz de Torres y José Javier Márquez Sánchez (Altorrey Editorial, Madrid, edición en CD (2ª Edición 2004) ISBN: 978-84-87422-52-2[20]
- El Gran libro de las Nanas. Edición de Carme Riera. (Antología de las mejores nanas en español). Universidad Autónoma de Barcelona, 2009. ISBN: 978-84-7669-846-4[8]
- “El Pequeño Libro de las Nanas”. Las más bellas canciones de cuna en Lengua española desde sus orígenes hasta nuestros días. Edición de Carme Riera. El Aleph Editores, Barcelona. ISBN: 978-84-7669-965-2. (2009)[10]

## Pintura: exposiciones
- 1971 Colegio de Abogados de Madrid
- 1972 Patio de Cristales del Ayuntamiento de Madrid
- 1977 Galería Serrano. Madrid
- 1979 Galería Ávila. Madrid
- 1980 Galería Usano. Madrid
- 1982 Patio de Cristales del Ayuntamiento de Madrid
- 1984 Salón Cano. Paseo del Prado. Madrid
- 1985 Centro Cultural Nicolas Salmerón. Madrid
- 1986 Gerencia de Urbanismo de Madrid
- 1992 Galería Torres Begué.  Madrid.
- 1993 Selección Mejores Obras Torres Begué. Madrid.
- 1995 IV Centenario. Colegio de Abogados de Madrid.
- 1997 Premios ICAM. (1er premio).
- 1999 Agrupación de Acuarelistas. Casa de la Cultura de Cuenca.
- 1999 Astrapace. Caja de ahorros de Murcia.
- 2000 Junta Municipal de Arganzuela. Madrid.
- 2003 Este Río de Amor. (con sus tres hijos). Casa de Guadalajara de Madrid.[21]
- 2004 Galería Detrás del Rollo. Murcia
- 2004 Galería Meca (Mediterráneo Centro Artístico). Murcia
- 2005 Casa de la Cultura Calasparra. Murcia.
- 2005 Colectiva (con sus tres hijos). Casa de Cantabria. Madrid.
- 2005 La Lonja. Casa del Reloj. Madrid[22]
- 2007 Sede de la Agrupación de Acuarelistas. Madrid.
- 2008 Ayuntamiento de Calasparra. Murcia
- 2011 Centro Dotacional Integrado de Arganzuela. Madrid

## Asociaciones
Fue miembro de las siguientes asociaciones:
- Asociación Colegial de Escritores.
- Asociación de Escritores y Artistas. AEAE.
- Asociación Prometeo de Poesía.[19]
- Grupo Barro Poesía Sevilla.
- Academia Iberoamericana de Poesía. Secretario del Capítulo de Madrid.
- Agrupación Española de Acuarelistas. AEDA.